# Omar Mohammed
Omar Mohammed (1986) è un blogger iracheno, di professione storico, che, sotto lo pseudonimo di Mosul Eye, ha tenuto un blog durante l'occupazione di Mosul da parte dello Stato Islamico (2014-2017).

## Biografia
Omar Mohammed, che già aveva tenuto un blog all'epoca della seconda guerra del Golfo, avviò un nuovo blog nel giugno 2014, poco dopo l'inizio dell'occupazione della città di Mosul da parte delle forze dello Stato Islamico, per informare il mondo sugli accadimenti all'interno della città. I contenuti del blog spaziavano dalla denuncia dei crimini commessi dagli occupanti al racconto dello stato d'animo della popolazione civile, dal resoconto delle distruzioni del patrimonio culturale della città alla diffusione di informazioni sull'identità dei miliziani dell'IS. I messaggi erano in arabo e, in misura minore, in inglese.
Oltre allo stretto anonimato, necessario per non essere individuato, Mohammed ha dovuto utilizzare più canali per comunicare con il mondo esterno aggirando i tentativi di oscuramento messi in atto. Nato come account di Facebook, il blog venne successivamente replicato su WordPress e Twitter. Inoltre per l'invio delle comunicazioni Mohammed si è avvalso anche dell'aiuto di un'amica all'estero, Areej Aziz, con cui comunicava tramite semplici messaggi di testo.
Durante gli oltre due anni di attività, si è speculato, senza giungere a conclusioni, su quale potesse essere l'identità dell'autore del blog i cui contenuti erano giudicati estremamente attendibili e frutto di un'accurata documentazione. A posteriori Mohammed ha affermato che tra i motivi dell'accurata selezione delle informazioni vi era anche il timore che i suoi informatori all'interno dell'IS potessero passargli, consapevolmente o inconsapevolmente, false notizie allo scopo di giungere all'identificazione dell'autore del blog.
Per la sua opera di raccolta delle informazioni ha usato varie false identità e si accreditava nei confronti dell'IS fingendo un entusiastico fanatismo.
Dopo la fine dell'occupazione di Mosul, avvenuta il 10 luglio 2017, Mohammed ha mantenuto l'anonimato fino al successivo 8 dicembre.